# Opzione (finanza)
Opzione, nella finanza, si indica quel particolare tipo di contratto che conferisce al possessore il diritto, ma non l'obbligo (quindi appunto "l'opzione"), di acquistare o vendere il titolo sul quale l'opzione stessa è iscritta, chiamato strumento sottostante (o semplicemente sottostante), ad un determinato prezzo prestabilito (strike price o semplicemente strike) entro una determinata data, a fronte di un premio pagato non recuperabile. Le opzioni possono avere i più diversi sottostanti: azioni, commodity, tassi di interesse, ecc.
La differenza fondamentale delle opzioni rispetto agli altri strumenti derivati consiste nel diritto di recesso del possessore: egli non è obbligato ad acquistare (o vendere) il sottostante, ma può farlo se esercitando l'opzione ne trae un'effettiva convenienza economica. Per tale ragione sono anche detti titoli derivati asimmetrici.

## Descrizione

### Tipologia di opzioni
Le opzioni conferiscono il diritto di acquistare (tipo call) o vendere (tipo put) un titolo (o sottostante) ad un prezzo (o strike) predeterminato entro una data definita. Acquistando opzioni call o vendendo opzioni put si possono assumere posizioni rialziste; viceversa, si possono assumere posizioni ribassiste vendendo call o comprando put.
Un'opzione è a tutti gli effetti un contratto che viene stipulato tra due attori del mercato: tale contratto è caratterizzato dallo strumento sottostante, dalla durata del contratto, dal prezzo di esercizio dell'opzione (strike) e dal premio pagato per tale contratto.
Il diritto all'esercizio dell'opzione può essere o limitato solamente alla scadenza ("opzione europea"), oppure esteso a tutto il tempo intercorrente fino alla scadenza ("opzione americana").

### Vantaggi
Le opzioni sono largamente impiegate a fini speculativi o come copertura finanziaria negli investimenti a medio/alto rischio: ad esempio un importatore può coprirsi/cautelarsi (almeno parzialmente) dal rischio di cambio nel lungo periodo sottoscrivendo un'opzione sul prezzo della merce oggetto dell'importazione qualora l'acquisto della stessa sia lontano nel tempo; questo consente all'importatore stesso di non acquistare anticipatamente né il bene né la valuta e addirittura di non acquistarlo affatto in caso di non convenienza economica alla scadenza dell'opzione stessa perdendo così esclusivamente il costo iniziale sul contratto d'opzione stessa e limitando così eventuali perdite maggiori.
In caso di acquisto di opzioni call, infatti, la massima perdita possibile è il premio pagato più le commissioni di negoziazione dovute all'intermediario, mentre il guadagno è teoricamente illimitato; viceversa, nel caso di vendita di opzioni call, il massimo guadagno è il premio pagato dall'acquirente mentre la possibile perdita è illimitata.
In caso di acquisto di opzioni put, che danno il diritto di vendere il sottostante al prezzo strike, si ha un guadagno massimo pari al prezzo stesso meno il costo del contratto. Nel caso di vendita di opzioni put si ha l'introito iniziale del costo della stipula del contratto, a scadenza si ha un introito nullo nel caso il prezzo strike sia minore del valore del bene sottostante, si ha una perdita nel caso contrario poiché la controparte eserciterà l'opzione obbligandomi a comprare il bene ad un prezzo superiore a quello sul mercato.

### Valutazione dell'opzione
Ovviamente la convenienza o meno nell'esercitare l'opzione da parte dell'acquirente/venditore al termine o entro i termini di scadenza temporale dipenderà essenzialmente dalla differenza tra prezzo di esercizio dell'opzione o prezzo strike, stipulato inizialmente nel contratto di opzione, e il valore effettivo finale del bene sottostante alla scadenza. Cruciale diventa allora la valutazione più o meno corretta del prezzo di una opzione in base al valore attuale del bene sottostante e a quello futuro stimato. In particolare la trattazione del prezzo dell'opzione è oggetto di una vasta letteratura matematica all'interno della quale sono particolarmente affermati, nonostante alcuni limiti intrinseci, i modelli di Cox-Ross-Rubistein (detto anche modello binomiale) e la formula di Black e Scholes.
Esistono anche modelli nuovi, i cui risultati corrispondono a quelli della formula di Black e Scholes e del modello binomiale, ma che sono molto più facili da usare dal punto di vista dell'utente, questi sono, ad esempio, il metodo Datar-Mathews (2007) ed il metodo rendimento fuzzy per la valutazione delle opzioni reali (2008).
Esistono numerose varianti rispetto alla definizione base di opzione, chiamata anche opzione plain vanilla, e sono rappresentate dalle opzioni esotiche.

## L'aspetto contrattuale
L'opzione è un contratto di borsa in base al quale il sottoscrittore (writer) o venditore (seller) cede all'acquirente (buyer) o proponente il diritto di vendere (opzione put) o acquistare (opzione call) un certo ammontare di attività finanziarie o reali, attività sottostanti, ad un prefissato prezzo base o prezzo di esercizio, (strike price o exercise price), merci e contratti a termine (future).
L'attività sottostante deve avere un mercato con quotazioni ufficiali e pubblicamente riconosciute; tipicamente, le opzioni vengono costruite su titoli, valute, tassi di interesse, merci e future.
L'acquirente, acquistando un'opzione call (richiedere), acquista il diritto ad acquistare l'attività sottostante il contratto; viceversa, acquistando un'opzione put (collocare) acquisisce il diritto a venderla.
Il sottoscrittore, invece, su eventuale richiesta dell'acquirente, deve vendergli l'attività sottostante il contratto che ha sottoscritto una call option, viceversa deve acquistarla se ha sottoscritto una put option.
L'acquirente acquista un diritto che può esercitare (se conveniente), o abbandonare nel caso non lo sia, perdendo solo il premio.
Il venditore di un'opzione può registrare un profitto massimo pari al premio percepito, mentre teoricamente può perdere illimitatamente.
Per calcolare l'utile eventualmente derivante dall'esercizio di un'opzione è necessario considerare l'esborso costituito dal premio, il quale è tanto maggiore quanto più lontana è la scadenza del contratto e quanto più il prezzo di mercato è superiore (nel caso di una call) o inferiore (nel caso di una put) al prezzo base.

## Il valore di un'opzione e i coefficienti di sensibilità
Il valore di un'opzione è funzione di sei fattori:
- Il prezzo di esercizio
- Il prezzo di mercato sulla attività sottostante al contratto di opzione stesso
- Il tempo residuo alla scadenza dell'opzione
- La volatilità del prezzo dell'attività sottostante
- Il tasso di rendimento a breve termine privo di rischio, eurepo (tasso sui prestiti interbancari garantito da titoli)
- I dividendi previsti durante la vita dell'opzione

Vediamo in una tabella le relazioni dirette (+) ed inverse (-) dei primi cinque fattori delle opzioni call e put:
|                     | Call | Put |
| Prezzo di esercizio | -    | +   |
| Prezzo di mercato   | +    | -   |
| Vita residua        | +    | +   |
| Volatilità          | +    | +   |
| Tasso di interesse  | +    | -   |

### Le greche
I coefficienti di sensibilità delle opzioni, detti anche greche, esprimono in modo sintetico la variazione del valore dell'opzione quando uno dei fattori varia di una unità, detta anche sensibilità del valore di un'opzione. Nella scuola italiana si chiamano:
|                    | Coefficienti |
| Prezzo sottostante | delta        |
| Delta sul prezzo   | gamma        |
| Vita residua       | theta        |
| Volatilità         | vega         |
| Tasso di interesse | rho          |

### La convenienza ad esercitare l'opzione
A seconda della relazione fra prezzo di esercizio e prezzo di mercato le opzioni sono definite:
- In the money quando il detentore avrebbe convenienza ad esercitare l'opzione se fosse alla scadenza
- At the money quando il detentore è in posizione di indifferenza
- Out of the money quando il detentore non avrebbe convenienza ad esercitare l'opzione se fosse alla scadenza.

La convenienza è data dalla differenza fra prezzo di esercizio (Pe) e prezzo di mercato (Pm) ed è opposta in caso di put o call.
In forma tabellare si ha:
|       | Call             | Put              |
| Pe=Pm | At the money     | At the money     |
| Pe<Pm | In the money     | Out of the money |
| Pe>Pm | Out of the money | In the money     |

## Principali tipologie di opzioni

### Opzioni ISOalfa
L'ISOalfa (Individual stock option) è un'opzione su singoli titoli azionari di tipo americano. Prevede la consegna fisica dei titoli dopo cinque giorni dalla scadenza.
Sono negoziate all'IDEM e possono avere scadenza mensile o trimestrale (marzo, giugno, settembre e dicembre), In ogni seduta sono presenti le prime tre scadenze mensili e trimestrali.
Per ogni call e put sono negoziati almeno 9 prezzi di esercizio, di cui uno è at the money o vicino e almeno 4 per parte.
La scadenza è il terzo venerdì del mese.

### Opzioni FTSE MIB
Introdotta nel 1996 è negoziata all'IDEM.
L'opzione FTSE MIB attribuisce all'acquirente la facoltà, dietro pagamento di un premio, di incassare a scadenza una somma determinata come prodotto fra il valore assegnato convenzionalmente ad ogni punto dell'indice (ora 2,5 euro) e la differenza tra il valore dell'indice stabilito alla stipulazione del contratto (prezzo di esercizio) e il valore dell'indice alla scadenza dell'opzione.
Esiste sia l'opzione call che quella put. Le scadenze sono le stesse dell'ISOalfa con la stessa griglia di contrattazione (differenza di 500 punti base fra ogni elemento) e le medesime scadenze.

### Opzioni Cap, Floor e Collar
Cap, Floor e Collar sono opzioni regolate su OTC che hanno per oggetto tassi di interesse.
Floor è un contratto con cui l'acquirente, dietro pagamento di un premio unico o rateale, acquista il diritto a ricevere dal venditore alla fine di ogni periodo di riferimento, un importo pari alla differenza del prodotto fra un capitale nozionale ad un tasso prefissato e un tasso variabile di mercato (LIBOR e altri);di conseguenza il venditore del floor paga il differenziale se il floor rate è maggiore del tasso di mercato. Tale contratto è indicato per un operatore economico avente un credito di medio-lungo termine a tasso variabile e che si vuole coprire dal rischio di ribasso dei tassi.
Cap è un contratto con cui l'acquirente, dietro pagamento di un premio unico o rateale, acquista il diritto a ricevere dal venditore alla fine di ogni periodo di riferimento, un importo pari alla differenza del prodotto fra un tasso variabile di mercato (LIBOR e altri) ad un capitale nozionale e quello ad un tasso prefissato, al contrario del Floor; perciò il venditore del cap paga il differenziale nel caso che il cap rate sia minore del tasso di mercato.
Il collar è la combinazione fra cap e floor, dove i due contraenti sono coperti dall'evento a loro sfavorevole. Un interest rate collar in posizione lunga (acquisto) equivale all'acquisto di un interest rate cap e alla vendita di un interest rate floor.
L'obiettivo di chi acquista un interest rate collar è tipicamente quello di ridurre il costo di acquisto di un interest rate cap, attraverso l'incasso del premio sulla vendita dell'interest rate floor.

## Opzioni esotiche
Raramente vengono usate le semplici opzioni europee e americane (dette "plain vanilla").
Più sovente, si usano opzioni dalla struttura complessa, dette esotiche.
L'"esotismo" di questo tipo di opzioni è rappresentato da clausole aggiuntive che possono
- valutare l'evoluzione della quotazione del titolo (opzioni path-dependant)
- definirne alcuni limiti di validità.

La crescente complessità dei mercati finanziari ha portato a una proliferazione di questo tipo di strumenti.
Rubinstein (1992) suggerisce l'individuazione di 11 possibili categorie, ma alla luce delle veloci dinamiche con cui si sviluppa il segmento, questa classificazione non può che essere parziale.
Esistono le opzioni packages, le opzioni binarie, le opzioni sentiero dipendenti, le opzioni composte, le opzioni su più di un bene sottostante e molte altre ancora.
Un esempio di opzione esotica sentiero-dipendente è l'opzione asiatica, in cui il pay off dipende dalla media dei prezzi del sottostante nel periodo considerato.
Per valutare le opzioni esotiche si possono seguire vari approcci. Per alcune classi di opzioni esotiche si riesce a scrivere una formula di valutazione in forma chiusa, ottenibile supponendo di operare in un mercato che in letteratura viene chiamato ambiente di Black–Scholes. Per altre categorie di opzioni esotiche neppure supponendo di operare nell'ambiente di Black – Scholes si riesce a calcolare il profitto atteso. In tali casi per la valutazione si deve ricorrere a metodi numerici, quali le tecniche di simulazione di tipo Monte Carlo e quasi Monte Carlo, la costruzione di alberi decisionali binari o la discretizzazione delle equazioni differenziali che regolano il prezzo delle opzioni.
Segue un succinto elenco di opzioni esotiche, con la loro definizione, senza pretesa di esaustività in quanto tale mercato è caratterizzato dalla frequentissima nascita di nuovi strumenti.

### Opzioni asiatiche
Con le opzioni asiatiche si intende valutare l'evoluzione del titolo in termini di media. Questa valutazione può essere fatta a livello di strike, eguagliando quest'ultimo alla media: in questo caso si parla di average strike options. In alternativa questa valutazione può essere fatta a livello termine con il quale si confronta lo strike: se infatti normalmente si confronta il prezzo di esercizio con il prezzo corrente del sottostante, è possibile sostituire quest'ultimo con la media dei prezzi; questo è il caso delle average rate options.
Associate alle opzioni asiatiche esistono una serie di clausole aggiuntive che determinano alcuni aspetti strumentali, come il tipo di media, se la media è pesata o meno, se il rilevamento è di tipo continuo o discreto.

### Opzioni barriera
A qualunque tipo di opzione possono essere aggiunte delle clausole barriera. Associato a un limite di prezzo (ovvero quando il sottostante attraversa, in salita o in discesa, una certa quotazione), si determina l'inizio o il termine della validità.
Con una barriera di tipo in si intende determinare il momento in cui l'opzione inizia ad avere validità: ad esempio un'opzione down-and-in indica un'opzione che inizia a valere nel momento in cui il prezzo del sottostante scende sotto un certo valore. Viceversa un'opzione di tipo out.
Come nel caso precedente, clausole aggiuntive determinano il tipo di rilevamento che si fa sul valore del sottostante (rilevamento continuo o discreto).

### Opzioni composte
Un'opzione composta è una opzione scritta su un altro titolo derivato. Sono possibili tutte le combinazioni: put su put, put su call e via dicendo. Un tipo particolare è l'opzione chooser, in cui il sottoscrittore può determinare, se acquistare/vendere una call o una put. Un'opzione composta può avere naturalmente tutte le altre caratteristiche delle altre opzioni (europea/americana, barriera, asiatica etc.)

### Opzioni binarie
Un'opzione binaria ha la caratteristica di non valutare il guadagno in termini differenziali (ad esempio nel caso della call il guadagno può essere inteso come la differenza tra il valore di mercato e lo strike) ma il ricavo è fisso al verificarsi del superamento di un certo valore soglia (si incassa una quantità fissa di denaro purché il sottostante superi un certo valore).
Queste opzioni sono anche dette digitali.

### Opzionilookback
Nelle opzioni lookback il valore del prezzo d'esercizio è pari al massimo o al minimo (naturalmente dipende dal tipo di opzione) dei prezzi assunti dal sottostante nel periodo di validità dell'opzione stessa. varianti di questa specie di opzioni sono le partial-lookback per le quali il massimo o il minimo è moltiplicato per un fattore minore di 1, smorzando così il possibile guadagno.

### Opzioni Bermuda
Nelle opzioni Bermuda l'esercizio è consentito solo in determinate date (ad esempio alcune swaptions) o durante specifici intervalli di tempo; esse rientrano nella categoria delle opzioni americane non standard.

### Opzioni Average-rate
Si tratta di Vanilla options per le quali interviene, anziché il prezzo a scadenza del sottostante, la media aritmetica dei prezzi rilevati.